# Promanteia
Promanteia (altgriechisch προμαντεία promanteía) bezeichnete in der griechischen Antike das Vorrecht, das Orakel von Delphi vor anderen Ratsuchenden zu befragen. 
Erteilt wurde dieses Vorrecht durch die Delphier als Anerkennung besonderer Verdienste ab dem 5. Jahrhundert v. Chr. zunächst an einzelne Städte, ab dem 4. Jahrhundert v. Chr. auch an Personen. Oft ging die Verleihung des Privilegs mit weiteren Ehrungen einher, etwa der Proxenie. Notwendig wurde die Einrichtung wohl wegen des großen Andrangs bei der Befragung des Orakels. Gleichwohl hatten die Priester des Heiligtums und die Einwohner Delphis noch den Vorrang vor den mit dem Recht der Promantie Geehrten.